# Uldis Pūcītis
Uldis Pūcītis, né le 15 février 1937 à Rankas pagasts et mort le 14 décembre 2000 à Riga en Lettonie, est un acteur letton de théâtre et cinéma. Il a acquis la célébrité nationale en 1966, après avoir joué dans le film Purva bridējs, aujourd'hui inclus dans le Canon culturel letton,.

## Filmographie

### Cinéma
- 1959 : Svešiniece ciemā de Ada Neretniece : pécheur
- 1966 : Purva bridejs : Edgars
- 1966 : Tobago menyaet kurs
- 1966 : Zagovor poslov
- 1967 : Quatre chemises blanches (Elpojiet dzili) de Rolands Kalniņš : Cezars Kalnins[3]
- 1967 : Je me souviens de tout, Richard (Es visu atceros, Ričard!) de Rolands Kalniņš : Alfons
- 1968 : Six juillet (Шестое июля, Chestoïe iyoulia) de Youli Karassik : Mārtiņš Lācis
- 1968 : Eksperiment doktora Absta
- 1968 : Kapteina Enriko pulkstenis : Professor
- 1968 : Kogda dozhd i veter stuchat v okno : Pakrastyn
- 1970 : Risk
- 1973 : Maaletulek : Rein
- 1974 : La Lumière au bout du tunnel (Gaisma tuneļa galā) de Aloizs Brenčs : Jānis Krastiņš
- 1974 : Tsimbireli papa : Strod
- 1975 : Les Clés du paradis (Paradizes atslegas) : Jānis Krastiņš
- 1977 : Atspulgs udeni : Zigurds Markans
- 1978 : Liekam but : Petak
- 1979 : L'Auberge de l'alpiniste mort de Grigori Kromanov : Inspecteur Glebsky
- 1979 : Otryad osobogo naznacheniya
- 1989 : Latvieši?! de Genādijs Zemels
- 1989 : Zitaru dzimta
- 1990 : Maija and Paija : Svilis

### Télévision

#### Séries télévisées
- 1969 : Noch pered rassvetom : Horst Tornau
- 1971 : Belaya zemlya : Iogann Ritter
- 1973 : Chinara
- 1974 : Rozhdyonnaya revolyutsiey : Sergeev
- 1976 : Vremya vybralo nas : Paul Richter

#### Téléfilms
- 1980 : Bratya Riko : Marco Felici